# Metamorfosi
Metamorfosi (Метаморфоза) е третият студиен албум на италианската певица Марчела Бела, издаден през 1974 година от музикалната компания Compagnia Generale del Disco.

## Песни
1. Nessuno mai – 4:24 – (Джанкарло Бигаци – Джани Бела)
2. Venezia nella mente – 3:27 – (Джанкарло Бигаци – Джани Бела)
3. L'arancia non è blu – 3:39 – (Джани Бела – Антонио Бела)
4. Prigioniera – 3:47 – (Джани Бела – Антонио Бела – Джанкарло Бигаци)
5. Piccoli diavoli – 3:59 – (Джанкарло Бигаци – Джани Бела – Антонио Бела)
6. L'avvenire – 4:27 – (Джанкарло Бигаци – Джани Бела)
7. Soggetto umano – 3:52 – (Джани Бела – Антонио Бела)
8. Oh, oh, oh – 3:39 – (Джанкарло Бигаци – Джани Бела – Марва Джен Мароу)
9. Per sempre – 3:28 – (Джани Бела – Джанкарло Бигаци)

|  | Тази страница частично или изцяло представлява превод на страницата Metamorfosi (Marcella Bella) в Уикипедия на италиански. Оригиналният текст, както и този превод, са защитени от Лиценза „Криейтив Комънс – Признание – Споделяне на споделеното“, а за съдържание, създадено преди юни 2009 година – от Лиценза за свободна документация на ГНУ. Прегледайте историята на редакциите на оригиналната страница, както и на преводната страница, за да видите списъка на съавторите. ВАЖНО: Този шаблон се отнася единствено до авторските права върху съдържанието на статията. Добавянето му не отменя изискването да се посочват конкретни източници на твърденията, които да бъдат благонадеждни. |